# Großsteingräber bei Heise
Die Großsteingräber bei Heise waren zwei megalithische Grabanlagen der jungsteinzeitlichen Trichterbecherkultur bei Heise, einem Ortsteil von Hollen, einer Ortschaft von Beverstedt im Landkreis Cuxhaven (Niedersachsen). Es liegt eine Beschreibung der Gräber aus dem Jahr 1840 vor; irgendwann in den folgenden Jahren wurden sie zerstört.

## Lage
Grab 1 befand sich in der Nähe des Dorfes im Moor auf einer leichten sandigen Anhöhe. Grab 2 lag etwa 50 Schritt (knapp 40 m) nördlich hiervon.

## Beschreibung

### Grab 1
Bei Grab 1 handelte es sich um ein nordost-südwestlich orientiertes Ganggrab. Es hatte eine Länge von 4,67 m und eine Breite von 2,33 m. Es besaß 10 Wandsteine, die durchschnittlich 0,58 m aus der Erde ragten. Auf ihnen ruhten vier Decksteine. In der Mitte der südöstlichen Langseite befand sich der Eingang, der aus zwei Wandsteinpaaren bestand.

### Grab 2
Grab 2 war ost-westlich orientiert und besaß ursprünglich zwölf Wandsteine, von denen um 1840 bereits einer fehlte. Von den Decksteinen waren noch drei vorhanden. Der Grabtyp lässt sich anhand dieser Angaben nicht sicher bestimmen, aufgrund der Größe kann es sich aber nur um einen Großdolmen oder ein Ganggrab gehandelt haben.